# Dragozetići
Dragozetići (olaszul:  Dragosetti) falu Horvátországban Tengermellék-Hegyvidék megyében. Közigazgatásilag Creshez tartozik.

## Fekvése
Cres szigetének északi, Tramuntanának nevezett részén Cres városától 18 km-re északnyugatra, a porozinai kompkikötőtől 4 km-re délre a sziget belsejében a tengerparttól 1 km-re fekszik.

## Története
Valószínűleg a sziget egyik legrégibb települése. Plébániáját 1632-ben alapították, plébániatemploma 1862-ben az osztrák uralom alaltt épült. A sziget többi részével együtt 1822-től osztrák uralom alatt állt, majd 1867 és 1918 között az Osztrák–Magyar Monarchia része volt. 1857-ben 198, 1910-ben 282 lakosa volt. Az Osztrák-Magyar Monarchia bukását rövid olasz uralom követte, majd a település a Szerb–Horvát–Szlovén Királyság része lett. A második világháború idején olasz csapatok szállták meg. A háborút követően újra Jugoszláviához került. 1991-ben az önálló horvát állam része lett. 2011-ben 18 állandó lakosa volt.

## Lakosság
| Lakosság változása | Lakosság változása | Lakosság változása | Lakosság változása | Lakosság változása | Lakosság változása | Lakosság változása | Lakosság változása | Lakosság változása | Lakosság változása | Lakosság változása | Lakosság változása | Lakosság változása | Lakosság változása | Lakosság változása | Lakosság változása |
| ------------------ | ------------------ | ------------------ | ------------------ | ------------------ | ------------------ | ------------------ | ------------------ | ------------------ | ------------------ | ------------------ | ------------------ | ------------------ | ------------------ | ------------------ | ------------------ |
| 1857               | 1869               | 1880               | 1890               | 1900               | 1910               | 1921               | 1931               | 1948               | 1953               | 1961               | 1971               | 1981               | 1991               | 2001               | 2011               |
| 198                | 199                | 211                | 249                | 258                | 282                | 384                | 427                | 248                | 146                | 102                | 64                 | 28                 | 19                 | 21                 | 18                 |

## Nevezetességei
- Mária Mennybevétele (Nagyboldogasszony)  tiszteletére szentelt plébániatemplomát 1862-ben építették.
- Szent Fábián és Sebestyén vértanúk tiszteletére szentelt temetőkápolnája 1642-ben épült.
- Közelében található a Lipica cseppkőbarlang.